# Tiberius Julius Alexander
Tiberius Julius Alexander var en romersk general och tjänsteman av judiskt ursprung.
Han var en brorson till Filo i Alexandria och rådsherre i denna stad på 40-talet e.Kr. År 46 sändes han av kejsar Claudius till Judeen för att efterträda Cuspius Fadus som landshövding. Han efterträddes år 48 av Ventidius Cumanus.